# Nakura
Nakura (auch: Nokra, Nocra; italienisch Nocra) ist eine eritreische Insel im Dahlak-Archipel westlich von Dahlak Kebir. Nakura hat eine Fläche von 6,44 km² und erreicht eine Höhe von 48 Metern.

## Geschichte
Während der Zeit der italienischen Besatzung (1890/91) wurde auf der Insel das Gefängnis Carcere di Nocra errichtet. Viele Lieder in Eritrea erzählen noch heute von den grausamen Geschichten, die sich dort ereignet haben. Als Kontinuität der kolonialen Zeit und Praxis baute das faschistische Italien ab 1936 das inzwischen verfallene Gefängnis wieder auf und baute es zu einem Konzentrationslager, dem KZ Nocra, aus. Dort herrschten dramatische Zustände. Das Lager, in dem die Gefangenen für harte Zwangsarbeit ausgebeutet wurden, wird heute von der Geschichtswissenschaft mit einer Sterblichkeit von mindestens 58 % als Todeslager beschrieben. Bei der Befreiung Nocras durch britische Soldaten am 6. Mai 1941 fanden diese die 332 überlebenden Äthiopier in einem Zustand vor, der vergleichbar war mit dem jener Häftlinge, die später aus deutschen Vernichtungslagern befreit wurden.
1978 wurde ein Marinestützpunkt der Sowjetischen Seekriegsflotte auf der Insel errichtet, welche zu dem Zeitpunkt Äthiopien gehörte. 1990 wurde die Insel im Eritreischen Unabhängigkeitskrieg von eritreischen Einheiten bedroht und der Marinestützpunkt von der Sowjetunion aufgegeben.
Noch immer wird die Insel als Gefangenenlager benutzt. Amnesty International und andere Menschenrechtsgruppen haben sich wiederholt über Misshandlungen der Insassen beschwert. 2005 wurde bekannt, dass dort „viele politische Gefangene ohne Anklage oder Prozess interniert sind“. Ein ehemaliger Häftling teilte Amnesty International 2004 mit, „dass einige politische Häftlinge in Nakura, die evangelikalen Kirchen angehören, gefesselt und gefoltert werden für das Vergehen, Bibeln zu besitzen, und dass ihre Bibeln vor ihren Augen verbrannt werden“.
Christian Solidarity Worldwide berichtete im Juni 2017, dass 33 protestantische Frauen in dem „infamous island prison“ festgehalten werden.